# Eburodacrys eburioides
Eburodacrys eburioides är en skalbaggsart som först beskrevs av White 1853.  Eburodacrys eburioides ingår i släktet Eburodacrys och familjen långhorningar. Inga underarter finns listade i Catalogue of Life.